# Belk
Belk é uma cidade  localizada no estado americano do Alabama, no Condado de Fayette.

## Demografia
Segundo o censo americano de 2000, a sua população era de 214 habitantes. 
Em 2006, foi estimada uma população de 209, um decréscimo de 5 (-2.3%).

## Geografia
De acordo com o United States Census Bureau, a localidade tem uma área de 3,4 km², sem área coberta por água. Belk localiza-se a aproximadamente 96 m acima do nível do mar.

## Localidades na vizinhança
O diagrama seguinte representa as localidades num raio de 32 km ao redor de Belk. 